# Tectariaceae
Tectariacées
Famille
Les Tectariaceae sont une famille de fougères de l'ordre des Polypodiales.

## Description

### Appareil végétatif

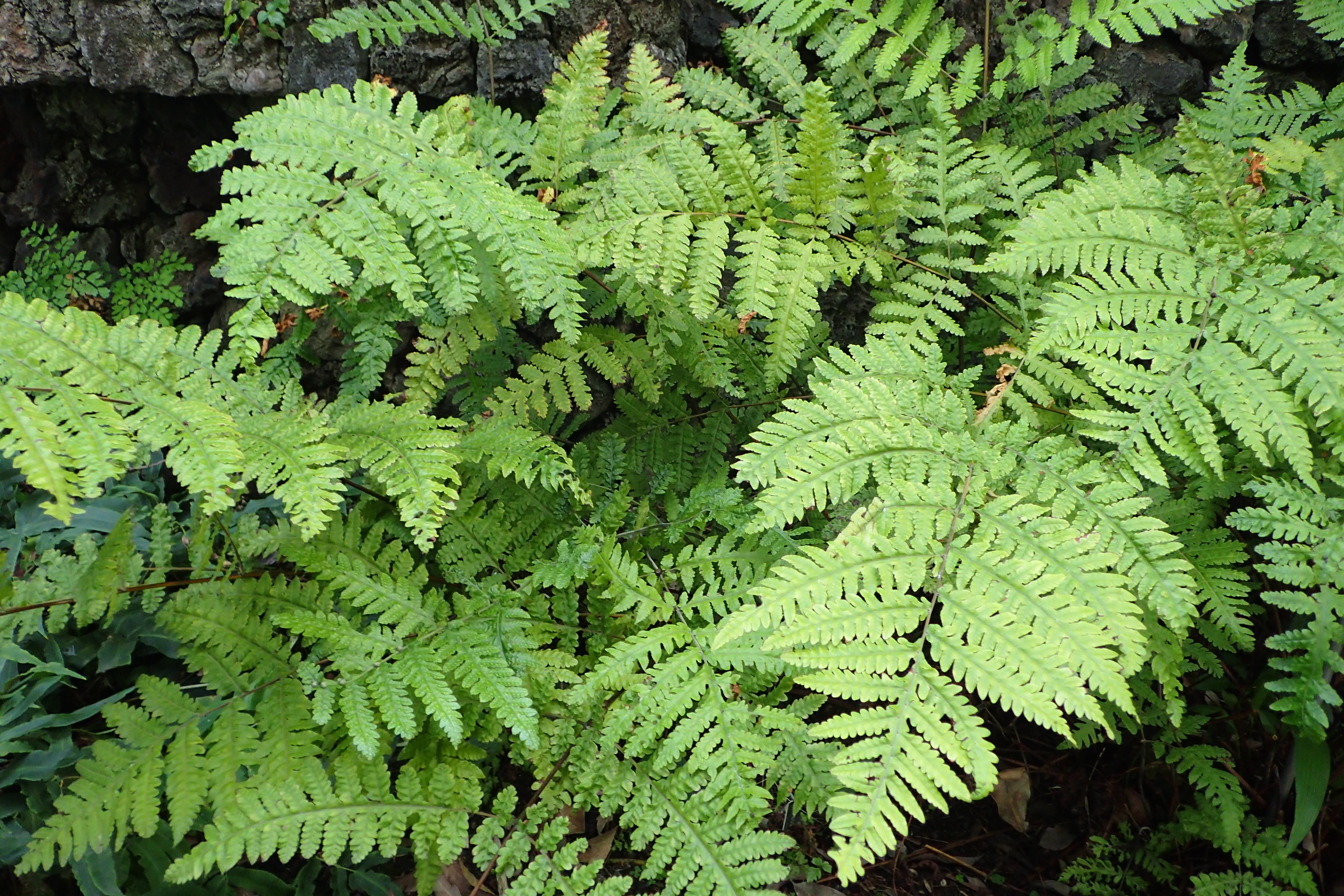
Frondes de Tectaria cicutaria.

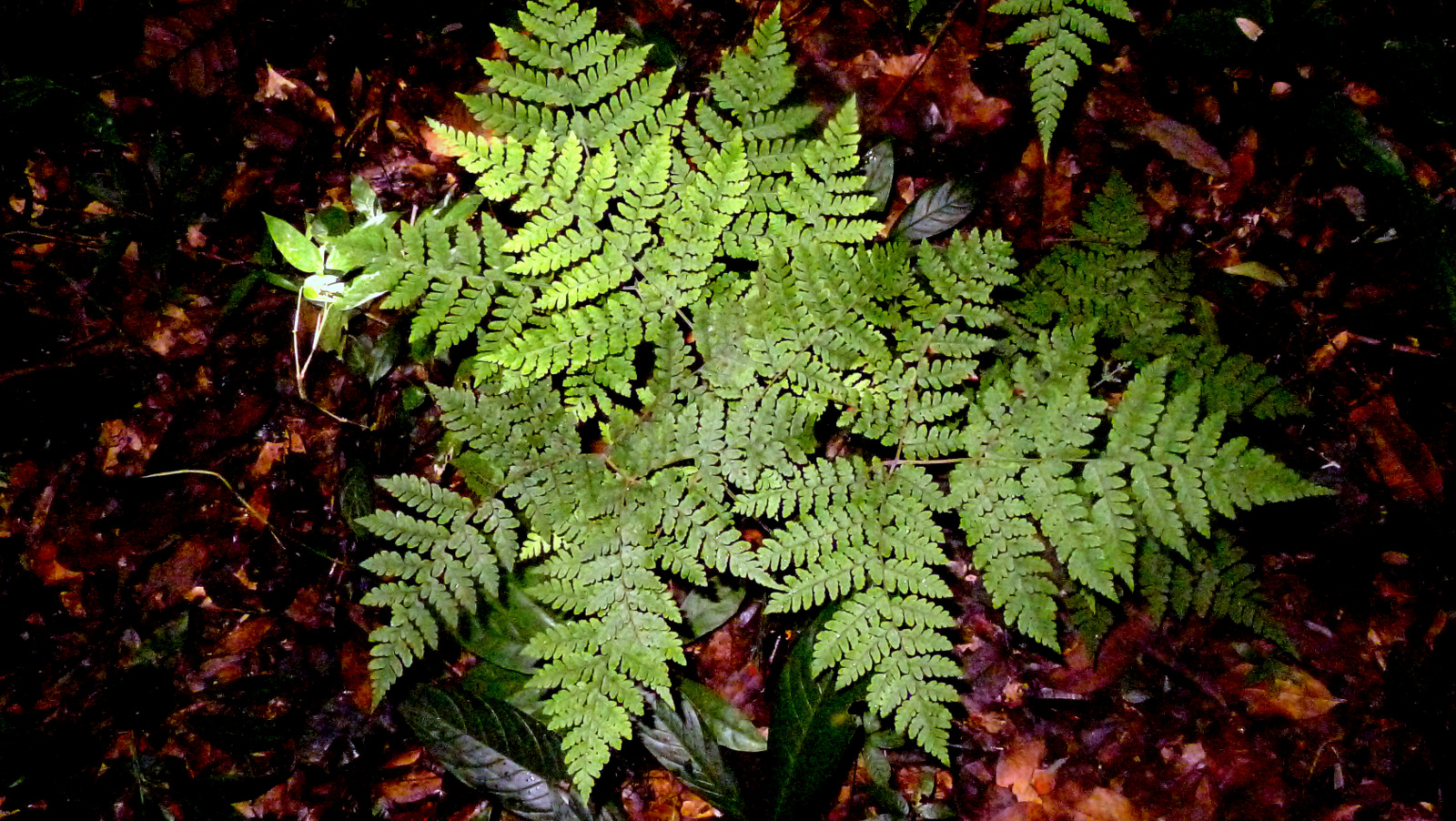
Frondes de Triplophyllum hirsutum.

Ce sont des plantes terrestres mesurant de 10 cm à 3 m de haut. Elles portent un rhizome dressé ou ascendant à rampant, court ou long, robuste ou élancé, écailleux à l'apex ; les écailles du rhizome et de la base du stipe sont brunes, linéaires ou lancéolées, à marges entières, finement dentées ou ciliées, membraneuses. Le stipe est jaune, brun ou noir, écailleux à la base ou parfois sur toute la longueur. Les frondes sont touffues ou rapprochées, monomorphes à fortement dimorphes, simples ou pennées à quatre fois pennées-pinnatifides, souvent triangulaires ou pentagonales, généralement décomposées vers les apex ; les rachis et les côtes sont habituellement (chez la plupart des genres) couverts de poils articulés multicellulaires (cténoïdes) ; les nervures sont libres ou diversement anastomosées, avec de plus petites nervures incluses, qui, si elles sont présentes, sont simples ou fourchues.

### Appareil reproducteur

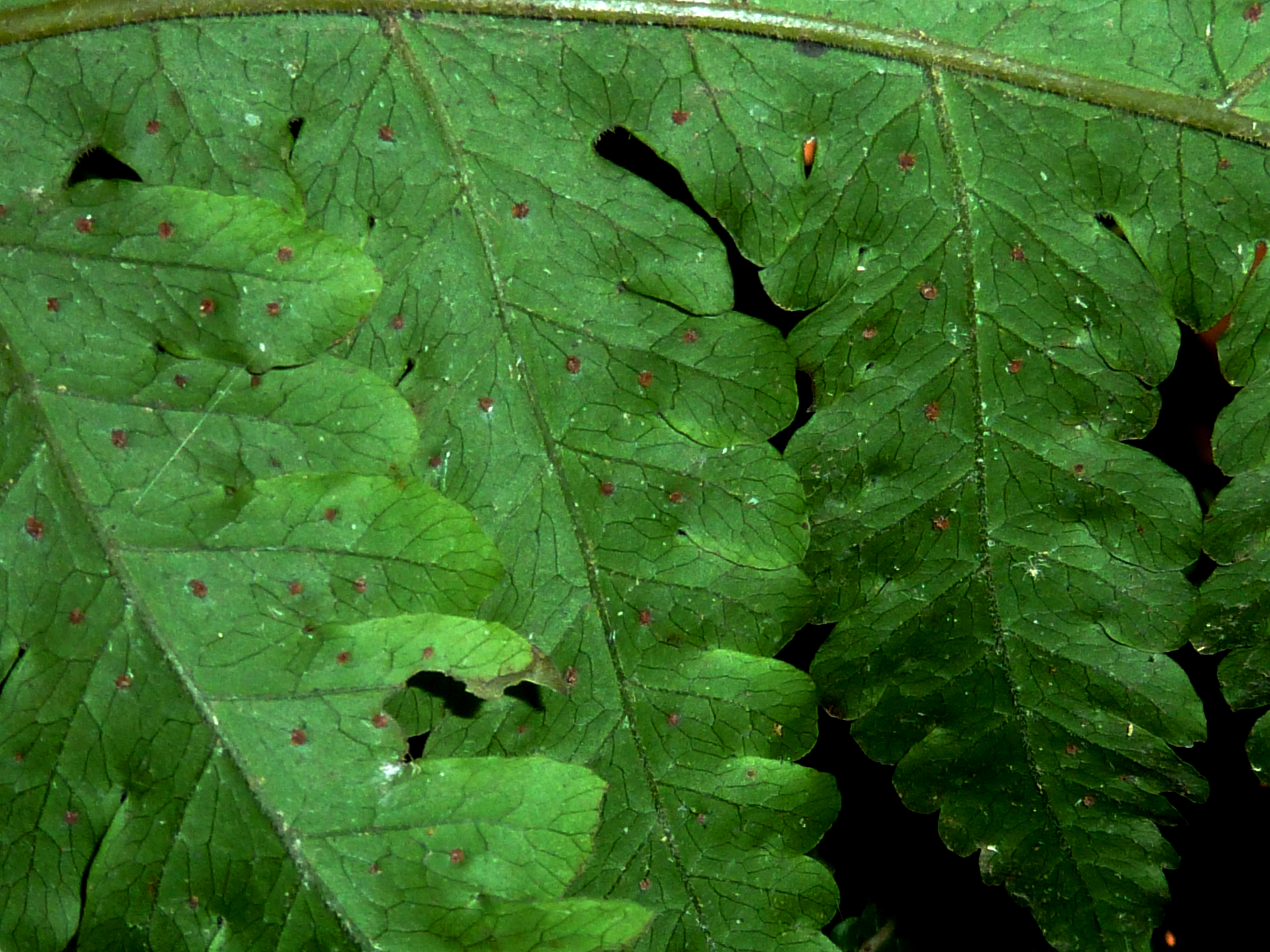
Sores sur une fronde de Tectaria gemmifera.

Les sores sont terminaux sur les nervures libres incluses, dorsaux sur les nervures ou compitaux (à l'intersection) sur les nervures connectées. Ils sont généralement orbiculaires, parfois allongés, anastomosés en lignes, chez certaines espèces sur toute la surface abaxiale du limbe à maturité, indusiés ou exindusiés ; les indusies, si elles sont présentes, sont orbiculaires-réniformes, persistants ou caducs. Les spores sont ovoïdes ou elliptiques, monolètes ; les périspores, présentant des plis en forme d'ailes, sont crêtés, échinés, verruqueux, rugueux ou épineux.

### Génétique
La ploïdie est de n = 10, 40, 41.

## Répartition
Les Tectariaceae sont réparties sur tout le globe, principalement autour des tropiques.

## Systématique
Le nom correct de ce taxon est Tectariaceae Panigrahi,, publié en 1986 par le botaniste indien Gopinath Panigrahi (en). Tectaria est le genre type.
La famille porte en français le nom vulgaire de « Tectariacées »,.
La délimitation de cette famille et son nombre de genres et d'espèces ont constamment évolué. GRIN (4 avril 2025), en comptant les synonymes, recense au total 41 genres. Seuls trois genres sont acceptés,.

### Liste des genres
Selon la World Flora Online (WFO) (4 avril 2025) et le Catalogue of Life (4 avril 2025) :
- Hypoderris R.Br. ex Hook.
- Tectaria Cav.
- Triplophyllum Holttum

### Synonymes
Tectariaceae a pour synonymes :
- Dictyoxiphiaceae Ching, Sunyatsenia 5: 205, 218. 1940
- Hypoderriaceae Ching, Sunyatsenia 5: 209, 245. 1940
- Hypoderridinae Hook., Sp. Fil. [W. J. Hooker] 1: 56, 57 (1844)
- Tectariaceae, Amer. Fern J. 77(3): 102 (1987 publ. 1988), isonyme
- Tectarioideae B.K.Nayar, Taxon 19: 235 (1970)